# 史元忠
史元忠（？—841年10月14日），唐朝将领，曾任卢龙节度使并实质独立于朝廷，直至841年被杀。
史元忠的生年和家庭背景都无记载。太和八年（834年）九月，他在卢龙任兵馬使，正逢士兵兵变驱逐了节度使杨志诚和监军宦官李懷仵。士兵拥戴史元忠为首。十月，史元忠自称权句当节度兵马。十一月，当史元忠向当时在位的唐文宗呈上杨志诚所制作的帝王服饰，指出杨志诚怀有异志时，杨志诚被处死，十二月，文宗任史元忠为左散骑常侍、幽州大都督府左司马、知府事，充节度留后。九年（835年）二月，转检校工部尚书、节度副大使，知节度事。又授左仆射。
史元忠对卢龙的治理记载很少。就任当年，他特署周元长为两节度都押牙。开成初年，他与河东节度使李载义累表为潮州司户参军事李宗闵辩解，使其被徙为衢州司马。二年（837年）十二月，奏当管八州准门下牒追刺史右鱼各一只，乞求另赐新铜鱼，获准。五年（940年）四月，以起复守左金吾卫上将军员外置同正员、幽州卢龙节度副大使知节度事、观察处置押奚契丹两番经略卢龙军等使、检校司徒、兼幽州大都督府长史、御史大夫的身份建成西山上佛经铭。
会昌元年（841年）九月，卢龙又一次骚乱，史元忠被偏将陈行泰所杀。士兵起初拥戴陳行泰接管卢龙自称知留务。当时在位的唐武宗在宰相李德裕建议下，没有立刻回复请求以陳行泰为节度使的表章。闰九月陳行泰被次将張絳所杀，士兵又推立張絳。武宗同样没有批准请求以張絳为节度使的表章。十月，雄武軍指挥使张仲武向朝廷请求讨伐張絳，武宗在李德裕建议下同意了，张仲武很快攻占了卢龙军部幽州，接管了卢龙。

## 评价
- 《旧唐书》：如朱克融、杨志诚、史元忠、张公素、李可举、李全忠，以不仁得之，靡更曩志。或寻为篡夺，或仅传子孙，咸非令终，盖其宜也。[4]

## 延伸阅读
[在维基数据编辑]
 《新唐書·卷212》，出自《新唐書》